# Panhard Ultrav M11
O Panhard Ultrav M11 é a versão de exportação do Panhard Véhicule Blindé Léger desenhada para o exército dos EUA.
O Veículo chegou a Portugal em 1989.[carece de fontes?]
Não havia um veículo com estas características no exército português, embora tenha em grande parte substituído de alguma forma as antigas Panhard AML, com considerável vantagem. Entre essas, ressalta o facto de ser um veículo anfibio. Foi desde o início atribuído a unidades ligeiras do exército português, na quantidade de dezoito. Posteriormente foram adquiridas outras unidades, que pretendem dotar as unidades ligeiras e aerotransportadas das forças armadas de alguma capacidade antitanque (móvel).
Assim, hoje existem no exército unidades deste veículo equipados com lançadores para mísseis antitanque Milan. Estão igualmente disponíveis unidades dotadas de um radar (AN/PPS-5B), para vigilância do campo de batalha, que permite identificar o movimento de pessoas a 10 km e o movimento de veículos a 20 km. A alta mobilidade deste veículo, adicionada à sua facilidade de transporte, torna-o bastante flexível no que respeita à sua utilização em Portugal ou em operações de manutenção de paz. Foi enviado por exemplo para apoio das forças portuguesas no Kosovo.
As ultimas versões recebidas, são ou pouco mais compridas e estão equipadas com uma torre que protege o atirador. O número total em operação atingiu as 38 unidades.
Parte destes veículos estão em 2007, em serviço com as forças portuguesas destacadas no Afeganistão.